# Cruel Intentions 2
Cruel Intentions 2 (también conocida como Cruel Intentions 2: Manchester Prep o sencillamente como Manchester Prep) es la secuela de la película del año 1999 Cruel Intentions. La segunda parte, del año 2000, fue lanzada directa a video. Está escrita y dirigida por Roger Kumble, quién fue también responsable de la primera película. La película está protagonizada por Robin Dunne, Sarah Thompson, Amy Adams, y Keri Lynn Pratt. Ambas películas están basadas en Las amistades peligrosas por Choderlos de Laclos.
Aunque fue originalmente pensada como una serie de televisión llamada Mánchester Prep, el proyecto fue cancelado y terminó convirtiéndose en una película reescrita como precuela de la primera película. Los tres primeros episodios de la serie fueron editados juntos en la película retitulada Cruel Intentions 2, incluyendo escenas de sexo y nudismo que fueron añadidas al lanzamiento del DVD.

## Argumento
La película comienza con Sebastian Valmont (Robin Dunne) conversando con el que pronto va a ser su exdirector, y la insistencia del director en transmitir el registro permanente de Sebastian a su nueva escuela, dificultando de esa forma la posibilidad de un nuevo inicio nuevo en el Manchester Prep. Sebastian era un chico malo y problemático en esta escuela. Normalmente se mete en problemas con sus profesores y su director. En principio, el director pensó en no enviar el registro permanente a su nueva escuela, pero tras realizar Sebastian una cruel broma a su mujer y convertirles a él y a su esposa en el hazmerreír, finalmente planea hacerlo. Siguiendo su llegada a Nueva York, Sebastian descubre la riqueza de su nueva familia; conoce a Kathryn Merteuil (Amy Adams) y se enfrentan cuando ésta declara que tiene un estilo de vida cómodo y que "será mejor que no intervenga".
Sebastian más tarde empieza la escuela. Mientras espera para ver a su nuevo director, se encuentra con Danielle Sherman (Sarah Thompson), quien es, sin saberlo él, la hija del director Sherman. Afortunadamente Sebastian cambia los registros permanentes antes de que fuesen enviados a la oficina del director y Sebastian puede empezar de nuevo. Una asamblea escolar sigue, mostrando a Kathryn dando un discurso a sus compañeros de clase, siendo persistentemente interrumpida por el hipo incontrolable procedente de una estudiante, quien luego empieza a ahogarse con el chicle que estaba masticando en un intento por parar el hipo. Es salvada por la rápida acción de Danielle, quien le practica la maniobra de Heimlich, haciendo que la estudiante expulse el chicle, el cual termina en el cabello de Kathryn. Tiene lugar una reunión de una sociedad secreta de élites estudiantiles presidida por Kathryn, decidiendo el destino del nuevo alumnado. Esto les dirige a Cherie, la estudiante con hipo, así como al descubrimiento de que la familia de Cherie es más rica que la de Kathryn. Esto y los acontecimientos de la asamblea, causan que Kathryn busque una venganza contra Cherie.
Sebastian, proveniente de una educación más humilde, quiere hacerse amigo del personal de su casa. Si lo hace, irrita a Kathryn, cuyo día se ve interrumpido por no ser capaz de ponerse en contacto con su conductor. Esto (junto con los celos de Kathryn hacia Sebastian) le causa admitir que es infeliz con su vida. Sebastián intenta conquistar a Danielle: en primer lugar, al pedirle un café en su trabajo; más tarde, conversando con ella por teléfono. Con el tiempo, esto se convierte en una relación, pero Kathryn, al ver esto lo utiliza como una forma de volver a Sebastián. Primero intenta tentarle lejos de Danielle engañándole con gemelas idénticas, quienes le confían a Sebastian que Danielle es la única virgen en Mánchester.
El intento de Kathryn de sabotear a Cherie resulta contraproducente, cuando la madre de Kathryn le pide que trabe una mejor amistad con Cherie, en un intento de animar a la madre de Cherie a dar una gran cantidad de dinero a la escuela. Al final, Sebastian permanece con Danielle; él profesa su amor hacia ella, sólo para encontrarse con que ella no siente lo mismo. Resulta que Danielle está trabajando junto a Kathryn en un plan secreto para engañar a Sebastian. Derrotado por la manipulación de Kathryn, Sebastian afirma que "si no puedes con ellos, únete a ellos", lo que le conduce a formar un trío con Danielle y Kathryn, seguido por una alianza de los tres para dominar y manipular a los demás. En la última escena, Cherie es vista montando en su bicicleta, la cual es atropellada por el coche de Sebastian. Sebastian se ofrece para darle un paseo, y tiene sexo con ella. Kathryn y Danielle son vistas, enfrente del coche, complacidas con los resultados.

## Reparto
| Actor                     | Personaje                           |
| ------------------------- | ----------------------------------- |
| Robin Dunne               | Sebastian Valmont                   |
| Sarah Thompson            | Danielle Sherman                    |
| Keri Lynn Pratt           | Cherie Claymon                      |
| Amy Adams                 | Kathryn Merteuil                    |
| Barry Flatman             | Director Sherman                    |
| Mimi Rogers               | Tiffany Merteuil                    |
| Barclay Hope              | Sr. Felder                          |
| Teresa Hill               | Lilly                               |
| David McIlwraith          | Edward Valmont                      |
| Tane McClure              | Bunny Claymon                       |
| Caley Wilson              | Blaine Tuttle                       |
| Deanna Wright             | Penny Cartwright                    |
| Jonathan Potts            | Asistente del Director Steve Muller |
| Shuko Akune               | Min Lin                             |
| Clement von Franckenstein | Henry                               |
| Andrew Kraulis            | Court Reynolds                      |
| Alicia y Annie Sorell     | Gemelas idénticas Sarah y Gretchen  |

## Banda sonora
En los créditos de la película, la música de Edward Shearmur  de Cruel Intentions y la música de Stephen Endelman de Jawbreaker fueron añadidas a la lista siendo utilizadas en la película.
Otras canciones utilizadas en Cruel Intentions 2 incluyen:
- Thin Lizard Dawn - Weed
- Thin Lizard Dawn - "Under the Wing"
- Jessica Theely - "In Good Time"
- The Julie Band - "Bad Day"
- Cupcake - "Blood Thirsty"
- Treble Charger - "Left Feeling Odd"
- Gearwhore - "Passion"
- Jessica Sheely - "No Regrets"
- Bernie Barlow - "I Wanna Know Where Nowhere Is"
- Thin Lizard Dawn - "Turn Yourself In"
- Michael Greenspan - "I Want You"
- Lorna Vallings - "Taste"
- Shelly O'Neil - "Best Friend"
- Shelly Peiken - "Good to Me"
- Shelly O'Neil - "Make It Happen"
- The Julie Band - "Julie Goes Home Now"
- Jessica Sheely - "Feel Something"
- The Smithereens - "All Revved Up"
- The Smithereens - "The Last Good Time"